# Römisch-katholische Kirche in der Republik Kongo
Die römisch-katholische Kirche in der Republik Kongo ist Teil der weltweiten römisch-katholischen Kirche. Der Mexikaner Erzbischof Javier Herrera Corona ist seit Februar 2022 der Apostolische Nuntius in der Republik Kongo.

## Kirchenprovinzen
Im Mai 2020 teilte Papst Franziskus die bis dahin das ganze Land umfassende Kirchenprovinz Brazzaville durch die Errichtung der Kirchenprovinzen Pointe-Noire und Owando auf. Seither ist die katholische Kirche in der Republik Kongo in drei Erzbistümern und sechs Suffraganbistümern organisiert:
- Erzbistum Brazzaville

1. Bistum Gamboma
2. Bistum Kinkala

- Erzbistum Pointe-Noire

1. Bistum Dolisie
2. Bistum Nkayi

- Erzbistum Owando

1. Bistum Impfondo
2. Bistum Ouesso

## Geschichte
1482 begannen portugiesische Missionare, an wenigen Küstenorten die örtliche Bevölkerung zu christianisieren. Durch das Padroado-System war ihre Arbeit der portugiesischen Krone untergeordnet, die streckenweise nur geringes Interesse an einer tiefer gehenden Mission hatte. 1886 entsandte die römische Kongregation für die Verbreitung des Glaubens französische Spiritaner an den Kongo und errichtete das Apostolische Vikariat Französisch-Kongo. 1955 wurde dieses Vikariat zum Erzbistum Brazzaville erhoben, ebenso wie das Bistum Pointe-Noire (seit 1890 Apostolisches Vikariat).
Erster einheimischer Bischof war Théophile Mbemba, der auch am Zweiten Vatikanischen Konzil teilnahm. In den letzten 20 Jahren des 20. Jahrhunderts wurden weitere Diözesen errichtet.